# Protalcis
Protalcis är ett släkte av fjärilar. Protalcis ingår i familjen mätare.
Kladogram enligt Catalogue of Life:
| Protalcis | \| \| Protalcis concinnata \| \| \| \| \| \| Protalcis interrupta \| \| \| \| \| \| Protalcis sutschania \| \| \| \| |
|           | \| \| Protalcis concinnata \| \| \| \| \| \| Protalcis interrupta \| \| \| \| \| \| Protalcis sutschania \| \| \| \| |
|           | Protalcis concinnata                                                                                                 |
|           | |
|           | Protalcis interrupta                                                                                                 |
|           | |
|           | Protalcis sutschania                                                                                                 |
|           | |